# A Bell Is a Cup...Until It Is Struck
A Bell Is a Cup ... Until It Is Struck è un album del 1988 della rock band inglese Wire.

## Accoglienza della critica
Nel 1989, il magazineTrouser Press ha descritto l'album come una serie di vedute da sogno e flussi di coscienza.... Probabilmente è l'album più riflessivo degli Wire. Tuttavia in un numero successivo Trouser Press mostrò una visione meno positiva dell'album, definendolo un album dance pop."
All'epoca della pubblicazione la band fu accusata di aver abbandonato il suo ruvido stile iniziale in favore di uno stile più morbido ed elaborato. Graham Lewis tuttavia ha negato tutto ciò in un'intervista."
AllMusic ha fatto una recensione estremamente positiva dell'album, descritto come probabilmente il miglior album degli Wire e sicuramente il più accessibile e come un'opera di un genio del rock moderno.

## Tracce
Tutte le tracce scritte dagli Wire
1. Silk Skin Paws
2. The Finest Drops
3. The Queen of Ur and the King of Um
4. Free Falling Divisions
5. It's a Boy
6. Boiling Boy
7. Kidney Bingos
8. Come Back In Two Halves
9. Follow the Locust
10. A Public Place

La versione su CD aggiunge le seguenti tracce:
1. The Queen of Ur and the King of Um (alternative version)
2. Pieta
3. Over Theirs (live)
4. Drill (live)

## Formazione
- Colin Newman - voce, chitarra
- Bruce Gilbert - chitarra
- Graham Lewis (accreditato come Lewis) - voce, basso
- Robert Gotobed - batteria